# Pik (żeglarstwo)
Pik – wolny, górny koniec skośnych drzewc w omasztowaniu żaglowca, tj. gafli.
Od piku bierze nazwę lina olinowania ruchomego, mocowana przy końcu gafla, tj. pikfał, oraz najwyższy róg żagla gaflowego.
Wolne końce drzewc poziomych (np. bomu, bukszprytu, rei) noszą nazwę nok, zaś pionowych (masztów) – top.